# 趣味番組
趣味番組とは教養番組の一種で将棋・囲碁・園芸などの趣味を対象にしたテレビ番組である。

## 日本の趣味番組
- 将棋講座（NHK教育）
- NHK杯テレビ将棋トーナメント（NHK教育）
- 囲碁・将棋フォーカス（NHK教育）
- 囲碁講座（NHK教育）
- NHK杯テレビ囲碁トーナメント（NHK教育）
- 囲碁・将棋チャンネルの講座番組（囲碁将棋チャンネル）
- 銀河戦（囲碁将棋チャンネル）
- 趣味の園芸（NHK教育）
  - 趣味の園芸プラス（NHK総合）
  - 趣味の園芸ビギナーズ（NHK教育）
  - 趣味の園芸 やさいの時間（NHK教育）
- 趣味悠々（NHK教育）
- 素敵にガーデニングライフ（NHKBShi、BS2）

## 過去に放送された趣味番組
- 「日曜囲碁対局」 = 早碁選手権戦（テレビ東京）
- 「テレビ将棋対局」 = 早指し将棋選手権・早指し新鋭戦（テレビ東京）
- 鹿島杯女流将棋トーナメント（東京メトロポリタンテレビジョン）